# Gallia (paquebot 1913)
Pour les articles homonymes, voir Gallia.
Le Gallia est un paquebot transatlantique français de la Compagnie de Navigation Sud-Atlantique lancé en 1913. C'était un des plus grands navires construits avant la Première Guerre mondiale, mesurant 182 mètres, jaugeant 15 000 tonnes et ayant une vitesse de 18 nœuds. Transformé en transport de troupes pendant la Première Guerre mondiale, il fut torpillé et coulé en 1916 en Méditerranée par un sous-marin allemand, faisant environ 1 740 victimesdont près de mille français marins et soldats. 

## Histoire

### Construction et croisières

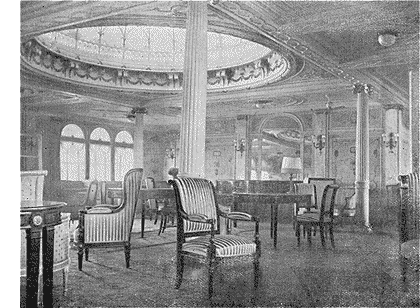
Salon de musique du Gallia en 1913.

Faisant partie d'un trio de navires transatlantiques, les premiers commandés neufs par la toute jeune Compagnie de Navigation Sud-Atlantique, sa construction a débuté en 1912 pour la Sud-Atlantique au chantier naval de la Seyne-sur-Mer. Il est lancé le 26 mars 1913. Les décorations du Salon de musique sont de Georges Capgras.
Le navire a six ponts et a une capacité de 300 passagers de première classe, 106 de deuxième et 80 de troisième. L'entrepont accueillait 600 émigrants. Comme son sister-ship le Lutetia (en) qui assurait la même ligne, il se caractérise par ses trois cheminées jaunes sur lesquelles sont peintes un coq rouge (coq qui est par la suite retiré à la suite des railleries de marins et du surnom donné à la ligne de « Cocorico Line »). Son troisième sister-ship, le Massilia n'entrera en service qu'en 1920 à cause de la guerre.
Il est destiné à desservir l'Amérique du Sud. Il assure le trajet Bordeaux—Rio de Janeiro en 10 jours et Bordeaux—Buenos Aires en 13 jours.

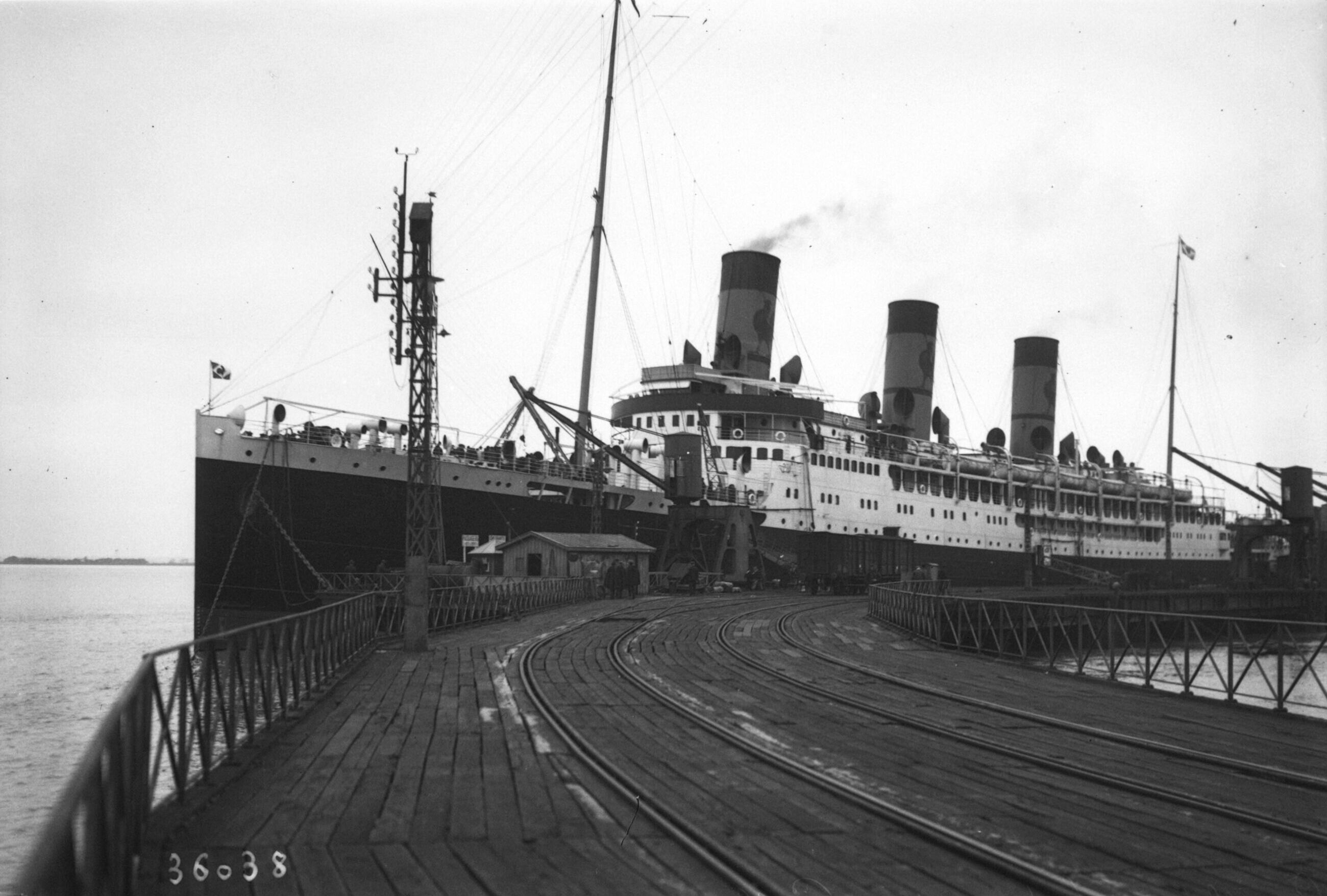
Le Gallia à Pauillac en janvier 1914.

8 mois plus tard, le 29 novembre, il quitte Bordeaux pour son voyage inaugural vers le Río de la Plata (Argentine).

### Transport de troupe et torpillage
En 1915, comme beaucoup d'autres bâtiments, il est réquisitionné pour assurer le transport de troupes. Il est transformé en croiseur auxiliaire, et navigue pour l'armée d'Orient en Méditerranée.

Le 3 octobre 1916, le convoyeur le Guichen n'ayant pu l'attendre à la suite d'un incident, il part seul de Toulon vers Salonique (Grèce), avec à son bord environ 2050 personnes (Près de 1500 soldats français des 235ème régiment d'infanterie, 55e, 59e, 113e régiments d'infanterie territoriale, 15ème escadron du train des équipages militaires, permissionnaires au retour , environ 400 soldats serbes et 50 marins) et 180 mulets.
Le 4 octobre, un message parvient au Gallia, le prévenant de la présence d'un sous-marin ennemi venant des Baléares et se dirigeant vers la mer Adriatique. Le lieutenant de vaisseau Kerboul, commandant du navire, fait aussitôt modifier la route pour éviter la rencontre. Le Gallia se trouve entre les côtes de Sardaigne et la Tunisie, lorsqu'une torpille vient le toucher par le travers de la cale avant, chargée de munitions. L'explosion est considérable et le navire coule en moins de quinze minutes. La torpille avait été lancée par le sous-marin allemand U-35, commandé par le Kapitän-Leutnant Lothar von Arnauld de La Perière.
Le 5 octobre vers midi le Châteaurenault aperçoit des rescapés ; il réussit à recueillir près de 600 personnes pour les transporter à Bizerte (Tunisie). Le Châteaurenault transportait des Russes et des Serbes.
Quelques chaloupes conduites par l'enseigne de vaisseau Le Courtois du Manoir, officier en second du Gallia ont pu regagner la côte italienne sur l'île d'Antiocco le 6 octobre, Emmenés sur la "Normandie", ces rescapés ont aussi rejoint Bizerte, le 7 octobre.

### Postérité
Le croiseur auxiliaire sera cité à l'ordre de l'armée dans le Journal officiel du 5 décembre 1919 avec le texte suivant : « Le croiseur auxiliaire Gallia : torpillé le 4 octobre 1916 par un sous-marin ennemi, au large de San-Pietro (Sardaigne), alors qu'il transportait des troupes. Tous à bord ont donné le plus bel exemple de courage, de sang-froid et de discipline. ». Jean Le Courtois du Manoir (1894-1974), commandant en second du paquebot Gallia, rescapé du naufrage, est l'auteur du rapport qui a permis de déterminer les circonstances du torpillage du transport des troupes et de leur sauvetage. 